# Бенито Абрам Виљануева (Алкозаука де Гереро)
Бенито Абрам Виљануева (шп. Benito Abraham Villanueva) насеље је у Мексику у савезној држави Гереро у општини Алкозаука де Гереро. Насеље се налази на надморској висини од 1298 м.

## Становништво
Према подацима из 2010. године у насељу је живело 12 становника.

### Хронологија
| Година       | 2010 |
| ------------ | ---- |
| Становништво | 12   |

### Попис
| # | Индикатор                     | Вредност |
| - | ----------------------------- | -------- |
| 1 | Укупно домаћинстава           | 2        |
| 2 | Укупно насељених домаћинстава | 2        |
| 3 | Величина локације             | 1        |